# Nippon Professional Baseball 2001
La stagione 2001 della Nippon Professional Baseball (NPB) è iniziata il 30 marzo ed è terminata il 25 ottobre 2001.
Le Japan Series sono state vinte per la quinta volta nella loro storia dagli Yakult Swallows, che si sono imposti sugli Osaka Kintetsu Buffaloes per 4 partite a 1.

## Regular season

### Central League
| Squadra             | Partite | Vittorie | Sconfitte | Pareggi | Perc. | GB   |
| ------------------- | ------- | -------- | --------- | ------- | ----- | ---- |
| Yakult Swallows     | 140     | 76       | 58        | 6       | .567  | —    |
| Yomiuri Giants      | 140     | 75       | 63        | 2       | .543  | 3.0  |
| Yokohama BayStars   | 140     | 69       | 67        | 4       | .507  | 8.0  |
| Hiroshima Toyo Carp | 140     | 68       | 65        | 7       | .511  | 7.5  |
| Chunichi Dragons    | 140     | 62       | 74        | 4       | .456  | 15.0 |
| Hanshin Tigers      | 140     | 57       | 80        | 3       | .416  | 20.5 |

### Pacific League
| Squadra                  | Partite | Vittorie | Sconfitte | Pareggi | Perc. | GB   |
| ------------------------ | ------- | -------- | --------- | ------- | ----- | ---- |
| Osaka Kintetsu Buffaloes | 140     | 78       | 60        | 2       | .565  | —    |
| Fukuoka Daiei Hawks      | 140     | 76       | 63        | 1       | .547  | 2.5  |
| Seibu Lions              | 140     | 73       | 67        | 0       | .521  | 6.0  |
| Orix BlueWave            | 140     | 70       | 66        | 4       | .515  | 7.0  |
| Chiba Lotte Marines      | 140     | 64       | 74        | 2       | .464  | 14.0 |
| Nippon-Ham Fighters      | 140     | 57       | 80        | 3       | .416  | 20.5 |

|  | 1º della regular season e qualificato alle Japan Series |

## Post season

### Japan Series
|  | Japan Series |                          |   |  |
|  |              |                          |   |  |
|  | C1           | Yakult Swallows          | 4 |  |
|  | P1           | Osaka Kintetsu Buffaloes | 1 |  |

## Campioni
| Japan Series 2001 Yakult Swallows Quinto titolo |

## Premi
- Miglior giocatore della stagione

|    | Giocatore        | Squadra                  |
| -- | ---------------- | ------------------------ |
| CL | Roberto Petagine | Yakult Swallows          |
| PL | Tuffy Rhodes     | Osaka Kintetsu Buffaloes |

- Rookie dell'anno

|    | Giocatore         | Squadra        |
| -- | ----------------- | -------------- |
| CL | Norihiro Akahoshi | Hanshin Tigers |
| PL | Masanobu Okubo    | Orix BlueWave  |

- Miglior giocatore delle Japan Series

| Giocatore     | Squadra         |
| ------------- | --------------- |
| Atsuya Furuta | Yakult Swallows |